# Leioscyta pulchella
Leioscyta pulchella är en insektsart som beskrevs av William D. Funkhouser. Leioscyta pulchella ingår i släktet Leioscyta och familjen hornstritar. Inga underarter finns listade i Catalogue of Life.